# نجاح العطار
الدكتورة نجاح العطار (ولدت 1351 هـ / 1933 م) أديبة سورية، شغلت منصب نائب رئيس الجمهورية في سوريا منذ 23 مارس (آذار) 2006 وحتى سقوط نظام الأسد في 8 ديسمبر 2024، وهي أول امرأة عربية تصل إلى هذا المنصب، وشغلت في السابق منصب وزيرة الثقافة من عام 1976 إلى 2000.

## ولادتها ونشأتها
ولدت نجاح العطار في دمشق، يوم الثلاثاء 14 رمضان 1351هـ الموافق 10 يناير (كانون الثاني) 1933م. وهي ابنة الشيخ محمد رضا العطار الذي كان عالما ومن رجال القضاء الشرعي والعدلي، وكان رئيسا لمحكمة الجنايات ومحكمة التمييز. وشقيقها هو عصام العطار المراقب العام الأسبق للإخوان المسلمين في سورية ، وهي من عائلة العطار ذات باع طويل في العلم الشرعي وكان أجدادها من أئمة الشافعية في بلاد الشام .

## مسيرتها المهنية
حصلت على إجازة في الآداب والعلوم الإنسانية من جامعة دمشق عام 1954، وعلى الدكتوراه عام 1958 من جامعة أدنبرة في إنجلترا. عند عودتها إلى دمشق بدأت بالتدريس في المدارس الثانوية ثم انتقلت إلى العمل في وزارة الثقافة والإرشاد القومي ضمن مديرية التأليف والترجمة لتصبح بعد ذلك مديرتها وتولت بعد ذلك الوزارة في العام 1976 وبقيت فيها حتى العام 2000، خلال هذه الفترة تم اكتشاف آثار حضارة إيبلا كما أقامت مجموعة من المعارض الأثرية وساهمت في إطلاق أول مشروع لإنشاء متحف للفنون في سوريا كما أشرفت على بناء المعهد العالي للفنون المسرحية والمعهد العالي للموسيقى ومكتبة الأسد ودار الأوبرا، كما كانت عضو في المكتب التنفيذي لاتّحاد الكتاب العرب، وجمعية النقد الأدبي.

## مؤلفاتها
لها مجموعة من المؤلفات منها:
1. أدب الحرب -دراسة بالاشتراك مع حنا مينة- دمشق 1967.
2. من يذكر تلك الأيام - قصص بالاشتراك مع حنا مينة- دمشق 1974.
3. نكون أو لا نكون -مقالات- جزآن- دمشق- 1981.
4. من مفكرة الأيام -مقالات- دمشق 1982.
5. أسئلة الحياة- مقالات- دمشق 1982.
6. كلمات ملونة.
7. إسبانيا وهمنغواي والثيران.
8. النسيج الثوري بين آذار وتشرين.

## جوائزها وتكريمها
- نالت وسام الكنز المقدَّس ذا الوشاح الكبير، من حكومة اليابان، عام 2002.[3]